# 日本縦断クイズ合戦
『日本縦断クイズ合戦』（にっぽんじゅうだんクイズがっせん）は、TBS系列局および福島テレビとテレビ山口（いずれも当時フジテレビ系列とのクロスネット局）で放送された視聴者参加型のクイズ番組である。TBSでは1980年（昭和55年）4月6日から6月29日まで、毎週日曜 12:00 - 12:55（JST）に全13回が放送された。

## 概要
『クイズ列車出発進行』の後番組。内容は前番組とは大きく異なっていたが、国鉄（現・JRグループ）と私鉄の列車を借り切って行うというスタイルはそのままだった。また、チェックポイントに当たる「落っこちクイズ」も名称を変えず引き続き設定された。その一方でゲームやゲスト歌手による問題の出題、敗者復活戦は廃止した。
なお、タイトルから「列車」が外れたことから、最終回のみ鉄道を一切使用せずバスのみで行われている。

## 出演者
司会
- 出門英 - 番組のオープニングテーマ曲も担当。妻のロザンナもゲストで出演したこともあり、エンディングテーマも二人で歌っていた。
- 松宮一彦（当時TBSアナウンサー ) - 『クイズ列車出発進行』から引き続き担当。出題も引き続き担当した。
- 荒井注 - 司会ではないが「引き裂きクイズ」で途中からレギュラー出演した。

## ルール
毎週16組32人（1チーム2人）が出場。進行はトーナメント方式で、1回戦では2チーム対抗の「落っこちクイズ」（踏切警報機のSEが鳴る）を実施。早押しで解答権を得ていくパターンで、不正解を出したチームはその時点で失格となり、次の停車駅で降りるという一発勝負のクイズだった。2回戦では3択問題を出題。成績上位4チームが準決勝に進めた。
準決勝は早押しクイズで、2チームずつに5問が出題されていたが、どこかで「引き裂きクイズ」があった。踏切警報機のSEが鳴るとその2チームに問題が出され、不正解を出すと1チームのうちの1人が次の停車駅で降りなければならないというルールで行われた（決勝戦に残っても1チームに1人でしか挑戦できなくなる）。5問中3問を先取すると決勝戦に進出。決勝進出チームは最終目的地で降車し、降車先の名所で決勝戦を行った。
決勝戦も早押しクイズで、9問のみ出題。5問を先取した側がチャンピオンチームとなり、三井旅行で行くアメリカ・ディズニーランド旅行と副賞の賞金10万円が贈られた。なお、賞金の額は1問正解につき2万円で、9問全て終了した時点でチャンピオンが出なかった場合には正解数の多いチームが優勝となり、獲得賞金分と国内旅行券がプレゼントされた。

## 訪れた場所
- 岐阜県 - 第1回の放送では、高山本線の車内で行われ高山市内で決勝戦を行った。
- 広島県 - 山陽本線の車内で行われ瀬戸内海が一望できる場所で決勝戦を行った。
- 静岡県 - 三保
- 宮崎県・鹿児島県 - 日南線の車内で行われ志布志市内で決勝戦を行った。
- 箱根 - 箱根登山鉄道の車内で行われ箱根町内で決勝戦を行った。
- 茨城県 - 筑波鉄道[1] の車内で行われ筑波山で決勝戦を行った。
- 北海道 - 最終回では、貸し切りバスで道内各地を巡りながらクイズに参加した。
- 成田空港 - 京成スカイライナーの車内で行われ成田空港で決勝戦を行った。
- 和歌山県 - 紀勢本線を走行するEF58でけん引された旧型客車の車内で行われた。
- 宮崎県 - 高千穂線[2] の車内で行われ高千穂峡で決勝戦が行われた。
- 富山県 - 城端線を走行するお座敷列車の車内で行われた。なお、当時の富山県はチューリップテレビが開局する前でTBS系列局が存在しなかったため、替わって石川県のTBS系列局・北陸放送が制作協力を行った。
- 三浦半島 - 京浜急行の車内で行われ油壷で決勝戦を行った。
- 福島県・新潟県 - 磐越西線の車内でおこなわれ奥只見で決勝戦を行った。

ほか

## 備考
『クイズ列車出発進行』時代には開催地に因んだクイズを出題するケースが多く見られたが、この番組が出題していたクイズは正統派の知識クイズだった。
また、放送開始日には、『家族対抗!!芸能クイズ』(テレビ朝日）、『野球クイズ一発逆転』、『ジョギングクイズ』(以上 東京12チャンネル）、『世界一周双六ゲーム』(朝日放送）もスタートした。特に『世界一周双六ゲーム』は関西ローカルで開始したが1983年3月から日曜19:00からの全国ネットに昇格。1986年3月まで続いた。これらは、11時台に放送しローカル枠またはローカルセールス枠で放送したという共通点がある。
一方、この番組は、12時台に放送し全国ネット枠 で『クイズ列車出発進行』同様オールロケで収録し差別化を図ったが同時間帯の『NHKのど自慢』(NHK総合）、『クイズ・ドレミファドン!』(フジテレビ）、『目方でドーン!』 (日本テレビ）、『大正週間漫画 ゲラゲラ45』(テレビ朝日）や関西地方では、『花の新婚!カンピューター作戦』(関西テレビ）に大きく水をあけられ、全13回（1クール・3か月）の放送で終了。同日にスタートした民放のクイズ番組では、最も短命に終わった。
短命に終わった要因として上記に挙げた同時間帯の番組（『ゲラゲラ45』以外は視聴者参加番組）のほか『クイズ列車』同様『アメリカ横断ウルトラクイズ』(日本テレビ）の模倣をあげる人が多い。
なお、旅を続けながらクイズに参加するクイズ番組はTBSでは最後となったが同時期には、『アメリカ横断ウルトラクイズ』があり1983年からは、同番組の姉妹番組でもあり2021年現在でも継続中の『全国高等学校クイズ選手権』（同）で過去に列車やバスを借り切ったクイズが行われたことがある。また1988年からは、専用バスで巡りながらクイズとゲームに参加した『エンジェルツアーハッピークイズ』(テレビ新広島）、1994年からは、歴史の舞台がチェックポイントになった『クイズ歴史紀行』(NHK大阪放送局、当時の衛星第2テレビ） でも行われた。